# シアワセノカケラ
「シアワセノカケラ」は、2007年3月21日にリリースされた岩崎宏美の61枚目のシングル。

## 解説
- 池間の歌うデモテープを聴いて「なんて温かい歌なのだろう」と感動した岩崎の2007年初仕事が、この「シアワセノカケラ」のレコーディングだった。ところが、「自分の声で吹き込んだら印象が全く違った。何故か自分の一番辛い時を思い出した。こんな風に言えるのも、今はすっかり元気になったから」とライブの折りに語っていた。
- 2008年にはこの曲のタイトル「シアワセノカケラ」が、そのままコンサートツアーのメインタイトルに使用された。

## 収録曲
- 全編曲：古川昌義

1. シアワセノカケラ
作詞・作曲：池間史規
2. THANKS
作詞・作曲：古川昌義
3. シアワセノカケラ（オリジナル・カラオケ）
4. THANKS（オリジナル・カラオケ）